# إيليوت باريش
إيليوت تشارلز باريش (بالإنجليزية: Elliot Charles Parish) (مواليد 20 مايو 1990 في نورثامبتونشير، إنجلترا - ) هو لاعب كرة قدم إنجليزي في مركز حراسة المرمى. شارك مع منتخب إنجلترا تحت 20 سنة لكرة القدم. أما مع النوادي، فقد لعب مع أستون فيلا وكارديف سيتي وكولتشستر يونايتد ونادي بريستول سيتي ونادي بلاكبول ونيوبورت كونتي ولينكولن سيتي أف سي وويكمب وندررز.

## وصلات خارجية
- إيليوت باريش على موقع قاعدة بيانات كرة القدم.إي يو (الإنجليزية)
- إيليوت باريش على موقع Soccerbase.com (لاعب) (الإنجليزية)
- إيليوت باريش على موقع Soccerway.com (الإنجليزية)
- إيليوت باريش على موقع عالم كرة القدم.نت (الإنجليزية)